# Ceylongoudlijster
De ceylongoudlijster (Zoothera imbricata) is een zangvogel uit de familie Turdidae (lijsters).

## Verspreiding en leefgebied
Deze soort is endemisch in de hooglanden van Sri Lanka.